# Promno

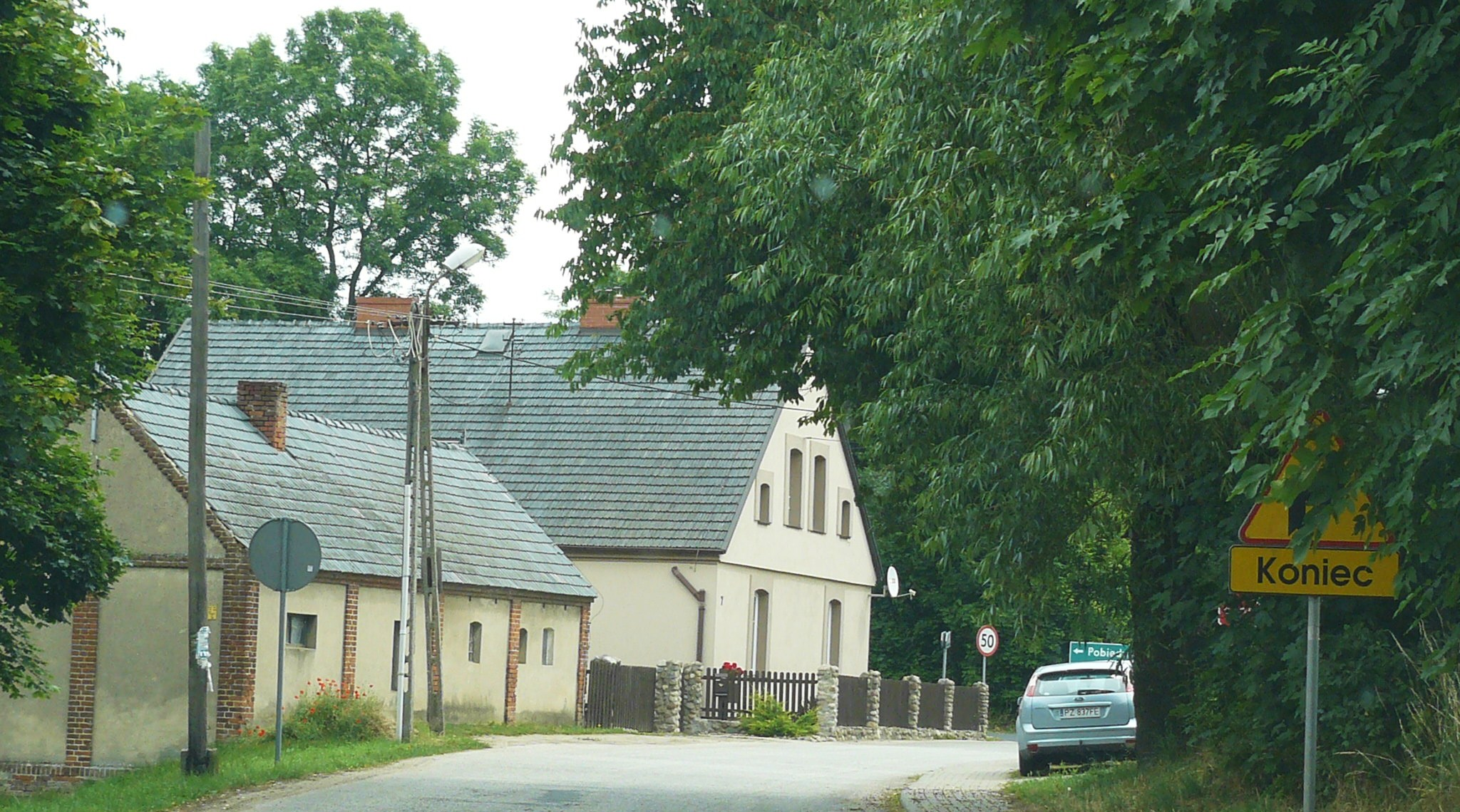
Ortsdurchfahrt

Promno ist ein Dorf der Gemeinde Pobiedziska im Powiat Poznański in der Woiwodschaft Großpolen im westlichen Zentral-Polen mit einem Schulzenamt. Der Ort befindet sich etwa 4 km südwestlich von Pobiedziska und 23 km nordöstlich der Landeshauptstadt Poznań.

## Geographie
Der Ort liegt am Landschaftsschutzpark Promno.

## Geschichte
Der Ort gehörte nach der Zweiten Teilung Polens 1793 zum Kreis Schroda und ab 4. Januar 1900 zum Kreis Posen-Ost. Das Gemeindelexikon für das Königreich Preußen von 1905 gibt für den Ort 30 bewohnte Häuser auf 368,3 ha Fläche an. Die 280 Bewohner, die sich aus 53 deutschsprechenden Protestanten und 218 polnischsprechenden Katholiken, sowie neun mit deutscher Muttersprache zusammensetzten, teilten sich auf 49 Mehrpersonenhaushalte und fünf Personen mit eigenem Haushalt auf. Die evangelische Gemeinde gehörte zum Kirchspiel Pudewitz, die katholische zum Kirchspiel Pudewitz. Für den 1. Januar 1908 wird angegeben, dass der Ort Teil des Polizeidistriktes Pudewitz war. Am 1. Dezember 1910 hatte der Ort 234 Einwohner. Mit der Besetzung durch Deutschland im Zweiten Weltkrieg wurde der Ort in Wildgarten umbenannt.
In den Jahren 1975 bis 1998 gehörte der Ort zur Woiwodschaft Posen. Zum Schulzenamt gehören auch die Orte Wójtostwo, Kaczyna und Stara Górka.